# Aavajoki
Aavajoki är en å i östra Norrbottens kustland i Haparanda kommun. Åns längd är cirka 25 km och flodområdet cirka 90 km². Aavajoki rinner upp i byn Aavajärvi, där några bäckar strömmar samman vid en sjö som inte längre finns. Aavajoki går under landsvägen mellan Björkfors och Kukkola och rinner sedan ganska rakt åt sydsydost genom skogar och myrar. 
Vid passagen under E4:an finns en rejäl rastplats för bilister. Sedan går Aavajoki genom byn Västra Nikkala, under landsvägen till Seskarö och strax därefter ut i Bottenviken.